# Новочеремховское муниципальное образование
Новочеремховское сельское поселение — муниципальное образование со статусом сельского поселения в
Заларинском районе Иркутской области России. Административный центр — поселок Новочеремхово.

## Демография
По результатам Всероссийской переписи населения 2010 года
численность населения муниципального образования составила 667 человек, в том числе 313 мужчин и 354 женщины.

## Населённые пункты
В состав муниципального образования входят населённые пункты
- Новочеремхово
- Большой Карлук
- Бухарова
- Ленденева
- Минеева
- Участок Ремезовский[2]

В 1970—1980-х гг. некоторые населенные пункты были упразднены из-за потери населения (деревни Самкут, Савинова, Малый Карлук).